# Joachim Friedrich Henckel

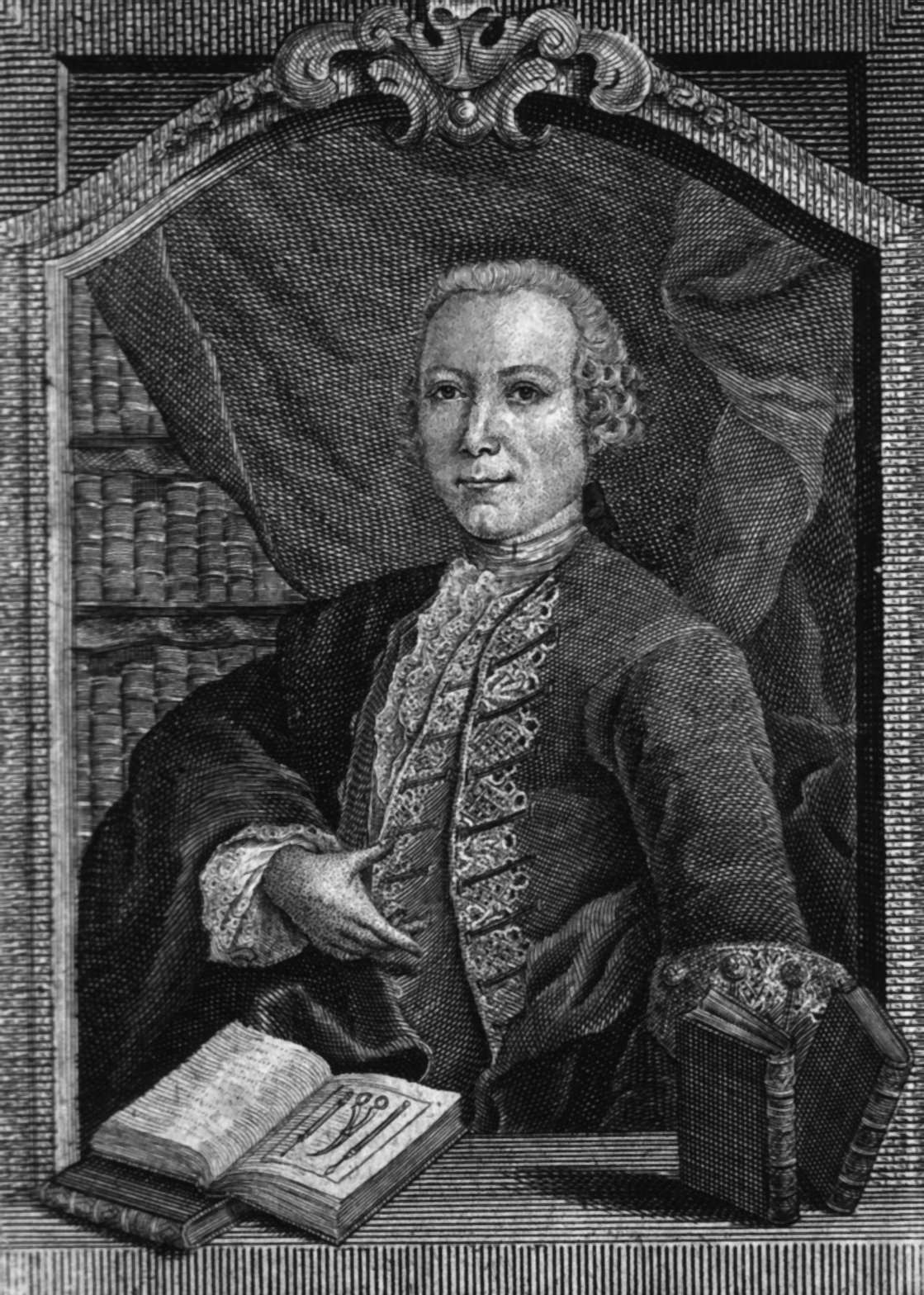
Joachim Friedrich Henckel

Joachim Friedrich Henckel (* 4. März 1712 in Preußisch Holland; † 1. Juli 1779) war Chirurg an der Charité in Berlin.
Er führte 1769 den ersten Kaiserschnitt im Verlauf der Linea alba an einer lebenden Frau durch. Das Kind überlebte, die Frau starb später vermutlich an Bauchfellentzündung. Auf Grund dieser Leistung bestellte Friedrich II. Henckel zum Professor der Chirurgie und Geburtshilfe und Hofrat bei Kronprinz Friedrich Wilhelm. Henkel wurde später Direktor der Charité.
Im Jahr 1770 wurde er als Nachfolger von August Friedrich Pallas Ordinarius für Chirurgie am Collegium Medico-chirurgicum, wurde zum Mitglied der Leopoldina gewählt und veröffentlichte ein chirurgisches Lehrbuch, das sich auch mit der Operation des Grauen Stars befasste. 1776 wurde er zum ordentlichen Mitglied der Preußischen Akademie der Wissenschaften gewählt.

## Werke
- Sammlung medicinischer und chirurgischer Anmerckungen. 4 Bände. Haude & Spener, Berlin 1747. (Digitalisat Band 1), (Band 2), (Band 3), (Band 4)
- Joachim Friedrich Henckels, Medicinae & Chirurgiae Doctoris, Sr. Königl. Hoheit, des Prinzen von Preussen Leib-Medici und Hofraths, ... Anweisung zum verbesserten chirurgischen Verbande: Mit Kupfern bey Gottlieb August Lange, Berlin und Stralsund 1767 Digitalisat